# Нарукавный знак «За уничтожение низколетящего самолёта»
Нарукавный знак «За уничтожение низколетящего самолёта» (нем. Tieffliegervernichtungsabzeichen) — нарукавный знак, немецкая военная награда времён нацистской Германии. Имел две степени — первую и вторую.

## История
Знак учрежден 12 января 1945 года для награждения военнослужащих, уничтоживших низколетящий самолёт противника ручным стрелковым оружием. В приказе об учреждении знака, подписанным Гитлером, указывалось, что «Уничтожение самолётов противника всеми средствами имеет особое значение» и вследствие этого учреждается особый знак отличия для лиц, сбивших самолёт из ручного стрелкового оружия или пулемёта небольшого калибра. Приказом, который был опубликован 14 февраля 1945 года, было установлено, что порядок награждения (степени знака, критерии награждения, внешний вид знака) устанавливается начальником Верховного командования вермахта.
13 января 1945 года OKW определило внешний вид знака и правила награждения.
Критерии для награждения знаком «За уничтожение низколетящего самолёта» были следующими:
- 2-я степень (с серебристой лентой) — за уничтожение одного самолёта противника;
- 1-я степень (с золотистой лентой) — за уничтожение 5 самолётов противника.

Знаком мог быть награждён военнослужащий, которому удалось сбить вражеский самолёт из личного стрелкового оружия (винтовки, карабина, штурмовой винтовки) или пулемёта калибром до 12 миллиметров. Правилами особо оговаривалось, что награда вручается только тому конкретному лицу, чьи действия привели к результату (то есть, в случае массовой стрельбы по летящему самолёту невозможно было установить кто его сбил, и поэтому награда не вручалась).
Сбить самолёт из стрелкового оружия в течение всей войны было нетривиальной задачей, а к концу войны, когда скорость самолётов непосредственной поддержки над полем боя (а только они и были достижимы для стрелкового оружия) увеличилась, бронирование усилилось, эта задача превращалась в практически невыполнимую. Тем не менее по ряду источников известно о 16 случаях награждения серебряным знаком. Что касается золотого знака, то исследователи сходятся во мнении, что золотой знак вообще вряд ли кому-то вручался.

## Описание
Знак «За уничтожение низколетящего самолёта» состоял из металлического самолёта, летящего вниз справа налево и наложенного на наградную ленту. Самолёт был изготовлен штампованным методом из металла; для золотой версии знака очевидно предполагалось его золочение. Наградная лента, размером приблизительно 80×30 миллиметров, была сплетена из металлизированной ленты, серебристого или золотистого цвета, соответственно степени. В двух миллиметрах от края ленты, сверху и снизу, ленту окаймляли две тонкие трёхмиллиметровые полосы, вышитые чёрной нитью.
Знак должны были носить в верхней части правого рукава, пришитым нитью. Каждый последующий знак должен был крепиться ниже предыдущего. После уничтожения пятого самолёта знаки 2-й степени следовало заменить на один знак 1-й степени.